# Benifato
Benifato in castigliano e Benifató in valenciano, è un comune spagnolo situato nella comunità autonoma Valenciana.